# Karl Kübler (Archäologe)
Karl Kübler (* 4. Juli 1897 in Simmersfeld bei Nagold; † 10. Mai 1990 in Tübingen) war ein deutscher Klassischer Archäologe.
Kübler besuchte das Gymnasium in Tübingen und studierte nach dem Abitur 1915 zunächst Architektur in Stuttgart, u. a. bei Ernst Robert Fiechter. Schon nach kurzer Zeit wurde er Soldat im Ersten Weltkrieg und wurde 1917 schwer verletzt, was auch zu einer Einschränkung seiner Sehkraft führte. Danach studierte er Klassische Archäologie an der Universität Tübingen, wo er 1925 bei Carl Watzinger promoviert wurde. 1927/28 erhielt er das Reisestipendium des Deutschen Archäologischen Instituts. 
Seit 1927 nahm er an den von Alfred Brueckner geleiteten deutschen Ausgrabungen im Kerameikos in Athen teil, seit 1932 leitete er diese. Seit dem 23. Mai 1937 war er, zunächst kommissarisch, seit dem 17. Dezember 1937 endgültig, 2. Sekretar (Direktor) der Abteilung Athen des Deutschen Archäologischen Instituts. In dieser Funktion konnte er die Ausgrabungen im Kerameikos bis 1943, als er kriegsbedingt Athen verließ, weiterführen. 1943 wurde er an der Universität Tübingen habilitiert, lehrte aber nie und musste 1943–1945 Dienst im Zweiten Weltkrieg tun. Nach dem Krieg widmete er sich im Archäologischen Institut in Tübingen ganz der Bearbeitung und Publikation seiner Grabungen in den frühen Nekropolen des Kerameikos.

## Veröffentlichungen
- Dionysische Bilder in der Malerei der 2. Hälfte des 5. und des 4. Jahrhunderts, ihre Nachwirkungen und Weiterbildungen in der späteren antiken Kunst, Tübingen 1925 (= Dissertation)
- mit Wilhelm Kraiker: Die Nekropolen des 12. bis 10. Jahrhunderts, Kerameikos 1, Berlin 1939.
- Neufunde aus der Nekropole des 11. und 10. Jahrhunderts, Kerameikos 4, Berlin 1943.
- Altattische Malerei, Tübingen 1950.
- Die Nekropole des 10. bis 8. Jahrhunderts, Kerameikos 5, 1, Berlin 1954.
- Die Nekropole des späten 8. bis frühen 6. Jahrhunderts, Kerameikos 6, 1–2, Berlin 1959 und 1970.
- Die Nekropole von der Mitte des 6. bis zum Ende des 5. Jahrhunderts, Kerameikos 7, 1, Berlin 1974.